# Alte Kapelle (Calberlah)

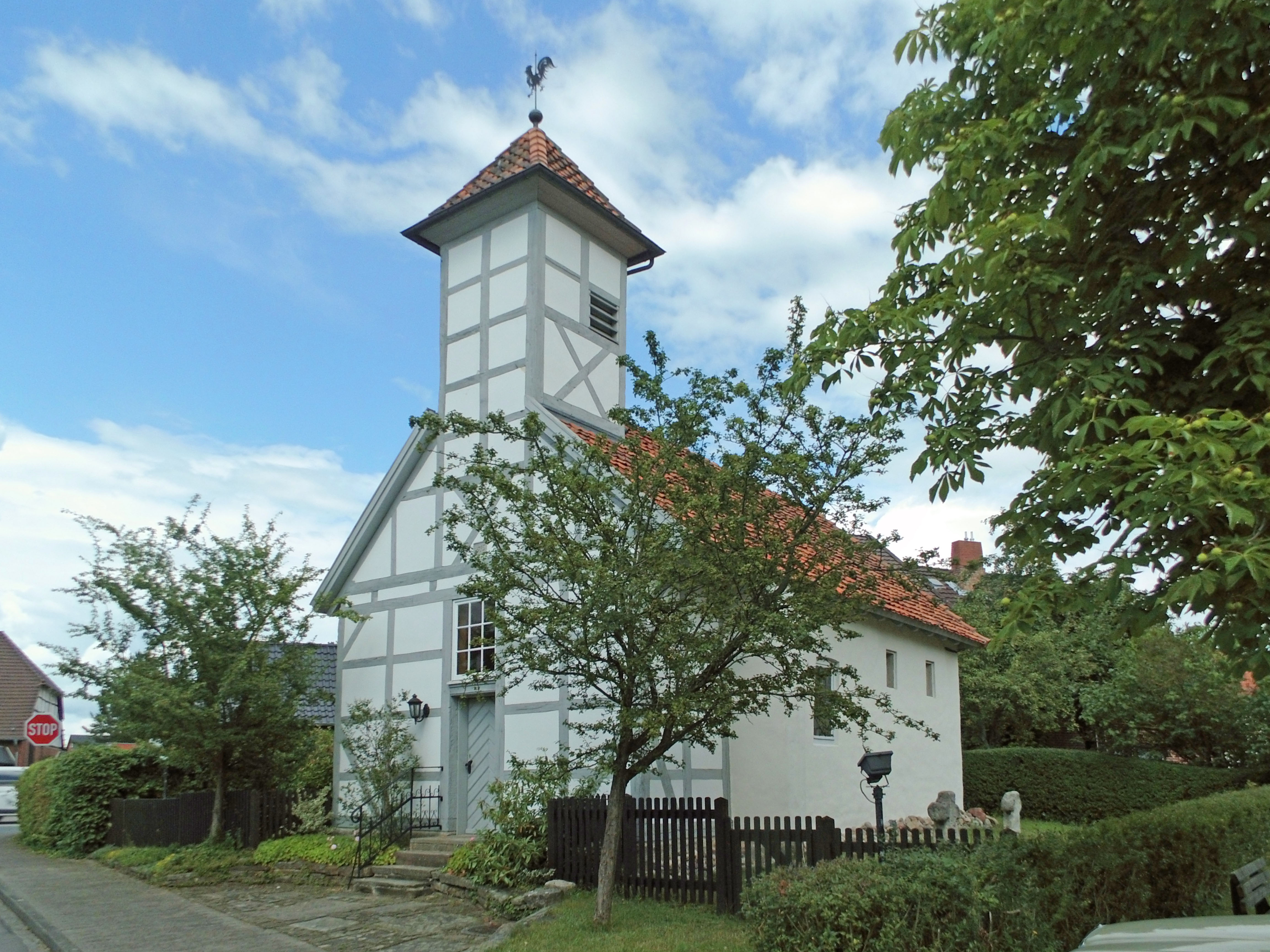
Alte Kapelle

Die evangelisch-lutherische denkmalgeschützte Alte Kapelle steht in der Gemeinde Calberlah im Landkreis Gifhorn in Niedersachsen. Sie gehört zur Christus-Kirchengemeinde Calberlah im Kirchenkreis Gifhorn im Sprengel Lüneburg der Evangelisch-lutherischen Landeskirche Hannovers.

## Beschreibung
Das Kirchenschiff besteht im älteren Teil aus verputzten Bruchsteinen und hat nach Osten hin einen dreiseitigen Schluss. Im 18. Jahrhundert wurde nach Westen der jüngere Teil aus Holzfachwerk errichtet, auf dem sich der quadratische, mit einem Pyramidendach bedeckte Dachturm befindet, in dem eine 1435 gegossenen Kirchenglocke hängt. Über dem Portal ist ein Sandstein mit der Jahreszahl 1576 eingelassen, der sich auf das Baujahr des älteren Teils bezieht. 
Der Innenraum ist mit einer Holzbalkendecke überspannt. Auf dem gemauerten Altar stehen zwei spätgotische, hölzerne Flügel eines Triptychons aus der 1. Hälfte des 15. Jahrhunderts. Die Flügel sind in vier Felder eingeteilt, in jedem stehen Statuetten von Heiligen. Bekrönt sind sie mit einem Kruzifix. Die zwei Leuchter stammen aus dem 16. Jahrhundert. Die mit Beschlagwerk verzierte Kanzel wurde 1621 gebaut. Ihre Brüstung zeigt drei Wappen. Die Orgel mit acht Registern und einem Manual wurde im 17. Jahrhundert von Arp Schnitger gebaut und kam 1876 in die Kapelle. Sie wurde 1966 von Rudolf Janke restauriert.